# Берендеевская волость
Берендеевская волость — административно-территориальная единица Переславского уезда Владимирской губернии РСФСР. Волостной центр — посёлок и станция Северной железной дороги Берендеево. Существовала в 1924—1929 годах. Ныне территория Переславского района Ярославской области России.

## География
Площадь — 484 км².

## История
Образована в соответствии с постановлением Переславского уездного исполнительного комитета от 11 апреля 1924 года при слиянии Петровской и Смоленской волостей в одну — Берендеевскую, с центром в посёлке Берендеево.
1 июня 1924 года создан исполнительный комитет Берендеевкого волостного Совета рабочих, крестьянских и красноармейских депутатов.
Волостной исполнительный комитет (ВИК) являлся высшим органом государственной власти на территории волости в период между съездами волостного Совета, непосредственно подчинялся исполнительному комитету Переславского уездного Совета рабочих, крестьянских и красноармейских депутатов.
ВИК имел следующий функции: организация и укрепление Советской власти на территории волости, проведение в жизнь всех постановлений вышестоящих органов, контроль деятельности сельских советов, охрана революционного порядка; содействие развитию сельского хозяйства, учёт урожая и посевов, охрана лесов, принятие мер для организации народного образования, уничтожения безграмотности, наблюдение за чистотой и санитарным состоянием, борьба с эпидемиями; проведение мобилизации и борьба с дезертирством, учёт и правильное распределение рабочей силы.
Структурных подразделений в ВИКе не было, существовала единая канцелярия и финансовая часть. Все дела распределялись между членами ВИКа по столам.
В марте 1927 года при ВИКе на общественных началах для предварительного рассмотрения вопросов были организованы комиссии (секции): хозяйственно-финансовая, административно-правовая, земельная, благоустройства.
20 июня 1928 года организована секция культурно-просветительская, в октябре 1928 года — секция РКИ.
В соответствии с постановлением Президиума ВЦИК от 10 июня 1929 года с введением нового административно-территориального деления Берендеевская волость ликвидирована и вошла в состав Переславского района Ивановской промышленной области.

## Состав волости
На 1926 год — 15 сельсоветов, 58 селений.

## Население
К 1-е января 1926 года — 13980 человек.

## Инфраструктура
Личное подсобное хозяйство с зоной сельскохозяйственного использования, индивидуальная застройка усадебного типа. К 1-е января 1926 года — 2534 дворов.
Торфодобыча, обслуживание железнодорожной инфраструктуры.

## Транспорт
Через волость проходила Северная железная дорога.